# Геологічеський
Геологі́чеський (рос. Геологический) — селище у складі Каргасоцького району Томської області, Росія. Входить до складу Каргасоцького сільського поселення.

## Населення
Населення — 1444 особи (2010; 1584 у 2002).
Національний склад (станом на 2002 рік):
- росіяни — 89 %